# 黄维彬 (1948年)
黄维彬（英語：Ng Jui Ping，1948年—2020年1月1日），新加坡华人，新加坡共和国武装部队第二任三军总长，中将军衔，退伍后进入商界。

## 生平
黄维彬曾在美国杜克大学念书，毕业后获得文学硕士学位。他在退伍后到美国哈佛大学商学院上高级管理课程。
黄维彬在新加坡武装部队工作了大约30年，并担任过陆军总长（1990年－1992年）和三军总长（1992年－1995年）。他在1995年退伍，随后进入商界，开始了企业家的生涯。在2006年1月27日至2010年1月22日之间，黄维彬与其他企业家共同创办太平洋恩利资源发展有限公司，并担任许多非执行职位，最高职位是董事。他也在以下公司、机构等担任过非执行职位、董事会会员或顾问：奥本海默投资有限公司、仁恒置地集团有限公司、新加坡船务股份有限公司、新加坡港务局国际、联钢科技有限公司、全球语音组有限公司、卓德国际物业顾问私人有限公司、AGT国际、瑞士亚洲银行学校AG、MEC煤矿私人有限公司等等。在1995年至2003年之间，黄维彬曾担任过以下职位：新加坡公积金局副主席、新加坡科技工程公司主席等等。他也是新加坡足球协会的副主席。
黄维彬所获得的奖章包括行政功绩奖章 (金，武装部队)（1991年）和卓越功绩服务勋章 (武装部队)（1995年）。

## 荣誉

### 外国勋章奖章
- 大绶云麾勋章（1995年3月13日于台北总统府颁授[3]）